# Kính Khang
Kính Khang (敬康; ?—?) là một nhân vật thượng cổ Trung Quốc. Theo sử ký Ngũ Đế hệ điệp (五帝本纪) ghi lại, Kính Khang là cháu trai của Chuyên Húc, con trai của Cùng Thiền. Ông cao của Đế Thuấn: Kính Khang sinh ra Câu Vọng, Câu Vọng sinh ra Kiều Ngưu, Kiều Ngưu sinh ra Cổ Tẩu, Cổ Tẩu sinh ra Trùng Hoa (重華/重华), và dù rằng Trùng Hoa sinh ra Đế Thuấn.